# Andy Bell
Andrew Piran Bell (Cardiff, Gal·les, 11 d'agost de 1970) és un músic britànic que va fundar Ride, una banda de shoegazing dels anys 1980 i 1990, i Hurricane#1.
Actualment, toca el baix elèctric i és un compositor d'Oasis, després de la sortida de Paul McGuigan el 1999. No obstant això, en els últims àlbums, la banda ha deixat menys clars els rols dins de la banda permitent a Bell contribuir als ritmes de guitarra.

## Carrera
Andy Bell ja s'estava fent un nom a l'escena musical britànica a finals dels vuitanta i principis dels noranta amb una de les principals formacions de l'era de la sabates, Ride. Juntament amb Mark Gardener, com a cantant, compositor i guitarrista, va formar el centre creatiu d'aquesta banda, que va marcar una fita en la història de la música britànica amb el disc "Nowhere" en particular.
Després que Gardener marxés el 1995 i Ride va acabar, Andy Bell va fundar la banda de britpop Hurricane #1, per a la qual es va convertir en l'únic compositor i guitarrista principal. El primer àlbum de la banda, Hurricane #1, va ser llançat el 1997 i va incloure senzills com Just Another Illusion i Mother Superior i va ser rebut amb entusiasme per la premsa musical; el segon àlbum, Only the Strongest Will Survive de 1999, va ser menys convincent per a la crítica. El descans de la banda que es va convocar llavors es va convertir en una dissolució definitiva, de manera que Bell finalment es va traslladar a Estocolm amb la seva dona i els seus fills.
Més tard, el 1999, Bell va ser fitxat pels germans Gallagher com a baixista d'Oasis després que el membre fundador Paul McGuigan deixés la banda. Bell, que mai abans havia tocat el baix, va aprendre ràpidament tant l'instrument com moltes de les cançons més antigues d'Oasis abans d'embarcar-se en una gira nord-americana amb la banda el desembre de 1999. Més tard també va aportar les seves pròpies cançons per a la banda de Manchester.
Després de la dissolució d'Oasis i la marxa de Noel Gallagher, Andy Bell va formar part del grup format pels quatre membres de la banda restants, Beady Eye. Bell ja no hi ocupava el paper de baixista, sinó que tocava les parts de guitarra juntament amb Gem Archer. Va ser substituït al baix per l'antic baixista de gira de Gorillaz, Jeff Wootton.
Bell forma part integral de la banda Ride des del 2014.

## Vida personal
Bell esta casat amb la cantant sueca Idha Övelius. Tenen dos fills, una filla i un fill. Bell va explicar en una entrevista que la seva orella esquerra és sorda perquè va estar massa a prop de la bateria d'Alan White durant la primera gira d'Oasis.